# Kathleen Blanco
Kathleen Babineaux Blanco (New Iberia, Louisiana, 1942. december 15. – Lafayette, Louisiana, 2019. augusztus 18.) amerikai politikus, Louisiana állam kormányzója (2004–2008).

## Élete
1964-ben a University of Louisiana at Lafayette-en diplomázott. 1964. augusztus 8-án házasságot kötött Raymond Blanco, amerikaifutball-edzővel. Hat gyermekük született, négy lány (Karmen, Monique, Nicole és Pilar), valamint két fiú (Jr. Ray és Ben). Az egyetem elvégzése után Breaux Bridge High School-ban tanított, majd tizenöt évig a hat gyermeke mellett volt főállású anya.
1983-ban, Lafayette városának első női törvényhozójává választották, 1984 és 1989 között öt évet töltött a Louisiana képviselőházában. 1988-ban legyőzte republikánus ellenfelét és az első nő volt, aki Louisiana Public Service Commission tagja lett (1989–1996). 1996 és 2004 között Mike Foster kormányzó helyettese volt. 2004 és 2008 között Loiusiana állam kormányzójaként tevékenykedett.